# Paizay-le-Chapt
Paizay-le-Chapt är en kommun i departementet Deux-Sèvres i regionen Nouvelle-Aquitaine i västra Frankrike. Kommunen ligger i kantonen Brioux-sur-Boutonne som tillhör arrondissementet Niort. År 2022 hade Paizay-le-Chapt 255 invånare.

## Befolkningsutveckling
Antalet invånare i kommunen Paizay-le-Chapt
| Referens: INSEE |